# José Dolores Estrada Morales
José Dolores Estrada Morales (Villa El Carmen, Nicaragua, 2 de mayo de 1869 - Nueva York, Estados Unidos, 6 de abril de 1939) fue un militar y político nicaragüense que a raíz de la crisis tras la caída del Doctor José Madriz, siendo diputado fue designado por el Congreso Nacional como Presidente de Nicaragua en funciones ejerciendo brevemente del 20 al 27 de agosto de 1910, antes de entregar el poder a su hermano, Juan José Estrada Morales. 
Antes alcanzó el grado de coronel del ejército nicaragüense y tuvo importantes cargos en el gobierno del General José Santos Zelaya destacándose como alcalde de Managua en 1901. Falleció durante un viaje a Nueva York el 6 de abril de 1939.

## Origen
Provenía de una familia de humildes artesanos de ideología liberal que produjo cuatro militares (tres generales y un coronel) destacados en la historia militar de Nicaragua. Estos fueron Irineo (1875-1900), Aurelio (1867-1925), Juan José (1872-1947) y él, quienes fueron conocidos como Los Gracos. Por los años 1880, los cuatro jóvenes eran artesanos, carpinteros y albañiles y se comenzaron a destacar a la par del entonces Alcalde de Managua, José Santos Zelaya.
Ocupó la Alcaldía de Managua en 1901, luego de que su hermano Irineo lo hiciera en 1899, siendo sucedido en 1903 por su hermano Aurelio. Todos fueron alcaldes progresistas y populares, construyeron el Parque Central y arborizaron la ciudad.

## Presidencia interina
Tras la caída de Zelaya, la revolución libero-conservadora encabezado por su hermano Juan José Estrada y Emiliano Chamorro continuó su lucha contra el sucesor José Madriz. Después de ocho meses de lucha sangrienta, el presidente Madriz se encontró aislado, sin recursos y sin reconocimiento de parte de los gobiernos centroamericanos y de los Estados Unidos, debiendo renunciar el 19 de agosto de 1910.
Tras la renuncia de José Madriz, los liberales seguían aferrados al poder y en Consejo de Ministros lo designaron a él para sustituir a José Madriz Rodríguez. Al día siguiente, 20 de agosto, tomó posesión del cargo de "Diputado Presidente, encargado del Poder Ejecutivo de la República", como depositario de su hermano Juan José, y en sus palabras de aceptación dijo: "mi objeto es garantizar el orden a la sociedad, mientras hago entrega del mando a la Revolución". Entregó a su hermano el poder el 28 de agosto de 1910, inmediatamente este arribó de Bluefields.